# 安阳郡 (越南)
安阳郡（越南语：／）是越南海防市下辖的一个郡。面积78.96平方公里，2024年总人口171227人。

## 地理
安阳郡东接黎真郡，西接海阳省金城县和荆门市社，南接建安郡和安老县，东北接鸿庞郡。

## 历史
阮朝时，安阳郡是海阳省建瑞府安阳县。
同庆二年（1887年）十一月，阮朝朝廷增设海阳海防衙，安阳县划归海防衙管辖。
成泰五年（1893年）七月，海防衙正式改设为海防省。
成泰十年（1898年）正月，海防省省莅自海防市迁至安老县扶辇社，改省名为扶辇省。成泰十八年（1906年）正月，扶辇省取建瑞府和安阳县首字，改名为建安省。
1962年10月27日，建安省整体并入海防市。安阳县随之划归海防市管辖。
1966年4月7日，安阳县和海安县合并为安海县。
1979年1月16日，安海县增设馆算市镇。
1981年5月18日，安海县雄王社安乐村划归鸿庞郡所喻坊管辖。
1987年2月14日，安海县黎利社、同心社、同泰社和南山社析置安阳市镇，同心社和同进社合并为安同社。
1993年11月23日，安海县馆算市镇和雄王社划归鸿庞郡管辖。
2002年12月20日，安海县以藤林社、藤海社、东海社、南海社、长葛社5社和吴权郡葛陂坊1坊析置海安郡；永念社和余杭涇社划归黎真郡管辖；剩余部分更名为安阳县，安阳县下辖安同社、安和社、安鸿社、安兴社、北山社、大本社、邓岡社、同泰社、鸿丰社、鸿泰社、黎利社、黎善社、南山社、国峻社、新进社15社和安阳市镇。
2024年10月24日，越南国会常务委员会通过决议，自2025年1月1日起，大本社、安鸿社和安兴社划归鸿庞郡管辖，安阳县改制为安阳郡，安同社改制为安同坊，安和社改制为安和坊，同泰社改制为同泰坊，鸿泰社改制为鸿泰坊，鸿丰社改制为鸿丰坊，黎善社改制为黎善坊，安阳市镇和黎利社合并为黎利坊，北山社10号国道以南区域和南山社合并为南山坊，北山社其余部分和新进社合并为新进坊，邓冈社和国峻社合并为安海坊。

## 行政区划
安阳郡下辖10坊，郡人民委员会位于黎利坊。
- 安同坊（Phường An Đồng）
- 安海坊（Phường An Hải）
- 安和坊（Phường An Hòa）
- 同泰坊（Phường Đồng Thái）
- 鸿丰坊（Phường Hồng Phong）
- 鸿泰坊（Phường Hồng Thái）
- 黎利坊（Phường Lê Lợi）
- 黎善坊（Phường Lê Thiện）
- 南山坊（Phường Nam Sơn）
- 新进坊（Phường Tân Tiến）

## 交通
安阳郡重要的道路有国道5A、国道10、省道188和省道351。